# Теорія неймовірності. Сімдесят історій про все на світі
«Теорія неймовірності. Сімдесят історій про все на світі» — науково-популярна книга, написана українським письменником Максом Кідруком. Видана у 2023 році видавництвом «Бородатий Тамарин». 

## Про книгу
«Теорія неймовірності. Сімдесят історій про все на світі» створена на основі сценаріїв однойменного науково-популярного радіоблогу, випуски якого виходили в ефірі «Українського Радіо» в другій половині 2021 року. Книга містить 70 історій, які розвінчують розповсюджені міфи, а також пояснюють різноманітні технології, події та явища з погляду науки. 